# 速霸陸Justy
速霸陸Justy（日语：スバル・ジャスティ）為日本富士重工業於1984年至2011年間推出的次緊湊型掀背車，是全球第一款搭載ECVT電子式無段變速自排系統的量產車。不過，該公司自1994年第二代起改以其他廠牌車款OEM生產，詳見後述。
臺灣大慶汽車曾在1989年引進並國產化，取名為捷速帝，但銷售量始終敵不過福特嘉年華，遂自行修改車身且加了一截車尾行李廂，取名為Tutto / 金美滿，成為Justy的衍生車款。

## 歷史

### 第一代（1984年-1994年）
1983年 - 富士重工業在第25屆東京車展公開一款名為J10的概念車，這款車以Rex為基礎加以放大，甚至連車門都與Rex合用。該車設定成二廂式，驅動方式為FF和4WD，搭載1.0L的引擎。
1984年 - 2月10日J10正式命名成速霸陸Justy（原廠代號KA7）上市，車體區分成三、五門掀背兩種，驅動方式則為FF和4WD兩種。動力來源皆為一具997c.c.直列三缸SOHC EF10型引擎，最大馬力63ps / 6,000rpm，峰值扭力8.5kg･m / 3,600rpm。懸吊系統為麥花臣支柱式四輪獨立懸吊，三門掀背車型重視高速行駛安定性，五門掀背車型則重視乘坐舒適感。另外，4WD車型和第二代Rex一樣在排檔桿旁有一顆紅色按鈕，低速行駛時只消按下此鈕便能在FF及4WD間切換。
1985年 - 追加一具1,189c.c.直列三缸SOHC EF12型引擎的動力（原廠代號KA8），最大馬力63ps / 6,000rpm，最大扭力8.5kg·m / 3,600rpm。
1987年 - FF車型的變速箱追加ECVT電子式無段變速自排系統，成為全球第一輛使用此系統的量產車。可惜製造成本較一般採用自動變速箱的同級車來得高，影響到銷售成績。
1988年 - 實施小改款，EF12型引擎的供油方式改成EMPi電子多點噴射系統（Electric Multi-point Injection之縮寫），並追加ECVT配合適時4WD的車型。外觀方面變動很大，前保桿、進氣壩等處的造型皆經過重新設計。
1991年 - 小改款，煞車來令片改以非石綿製成，動力方向盤和廣播音響系統也變成標準配備。
1994年 - 停產。

#### 臺灣大慶捷速帝與金美滿
1989年大慶汽車將Justy國產化，並命名為捷速帝。雖然挾著ECVT電子式無段變速自排系統的旗號，卻仍不敵同級車霸主福特嘉年華。早在1983年羽田機械和日本大發工業簽訂技術合作合同並生產「大發祥瑞1000」（即第二代大發Charade），順應臺灣消費者喜歡「有頭有尾」的喜好，加上一小截屁股稱作「大發銀翼」。大慶汽車也依循此一前例如法炮製，替捷速帝加上一截車尾，取名為Tutto金美滿，但是機械構造與動力來源皆未變動。金美滿的銷售成績果然比捷速帝還要好，另外此車款符合國人自行研發要點，享有3%的貨物稅減免。

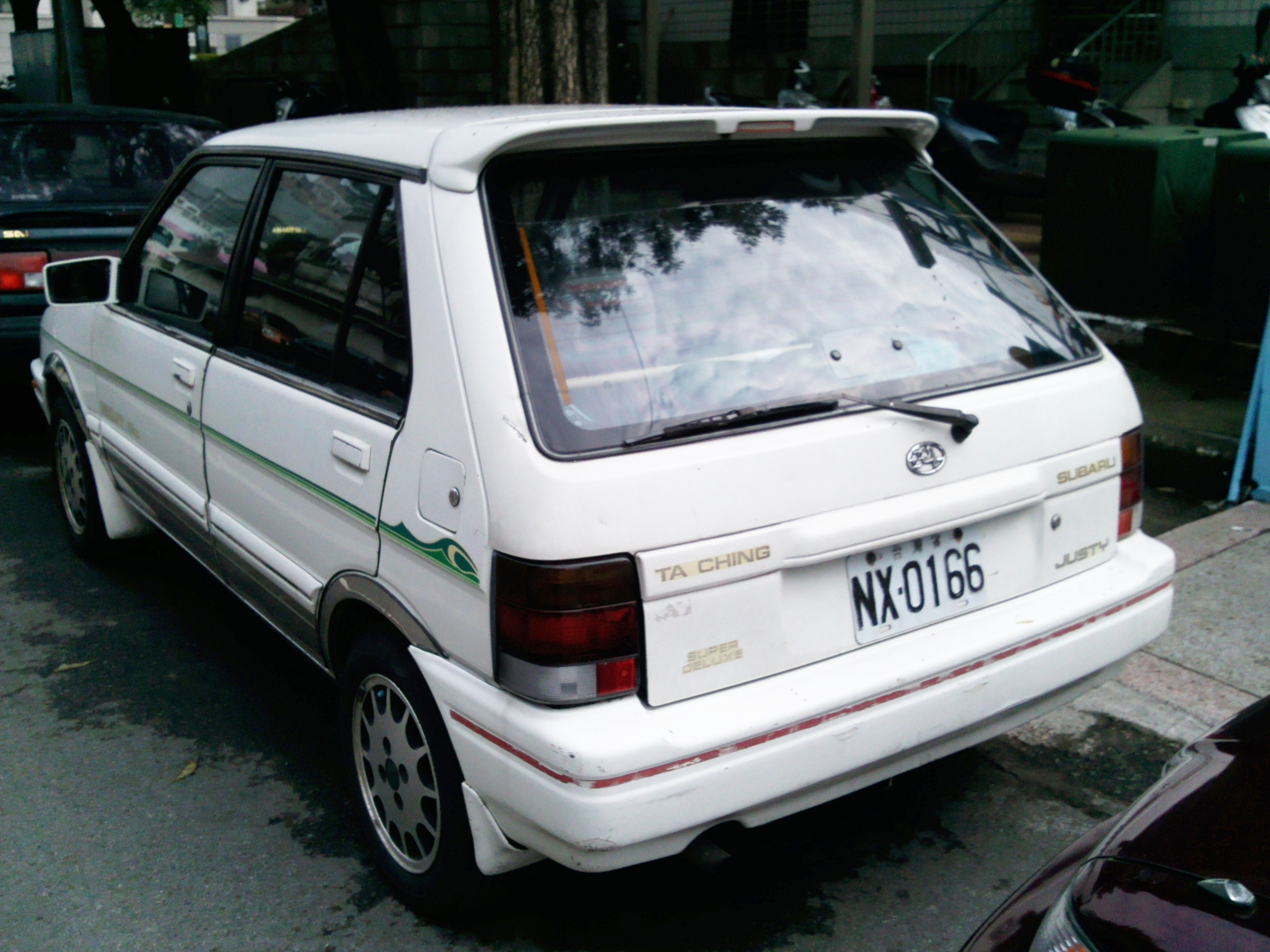
大慶捷速帝車尾
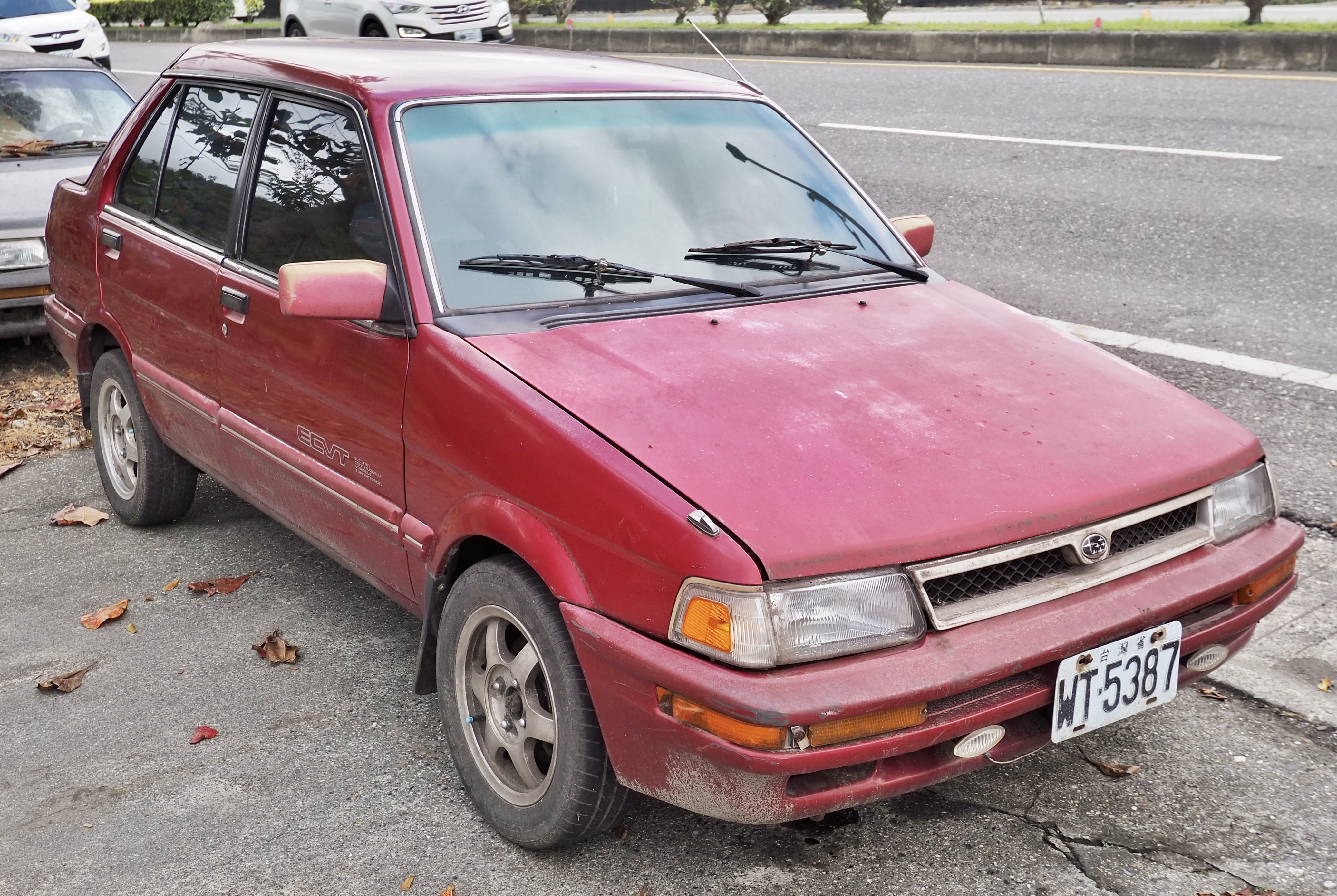
大慶金美滿車頭
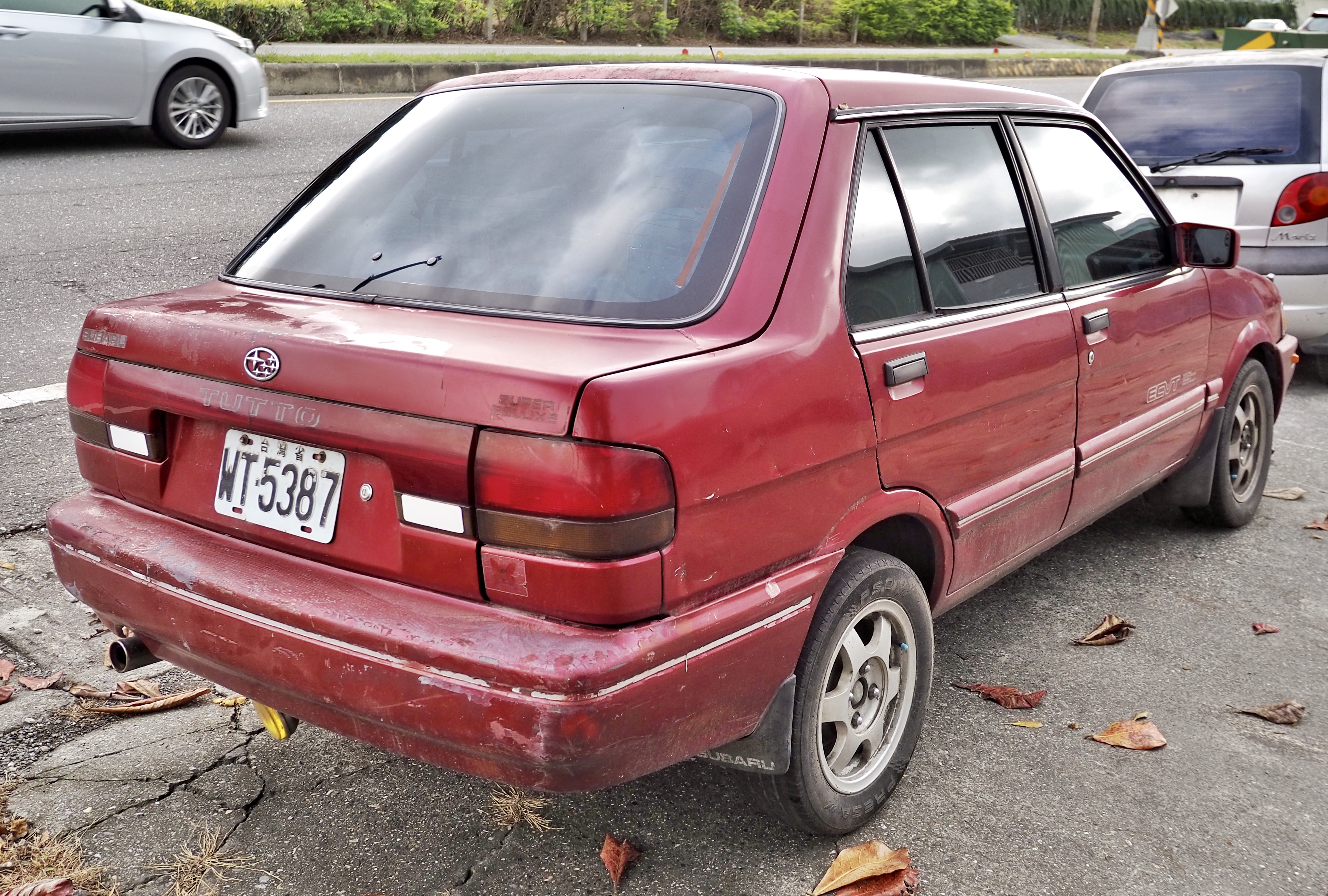
大慶金美滿車尾

### 第二代（1994年-2003年）

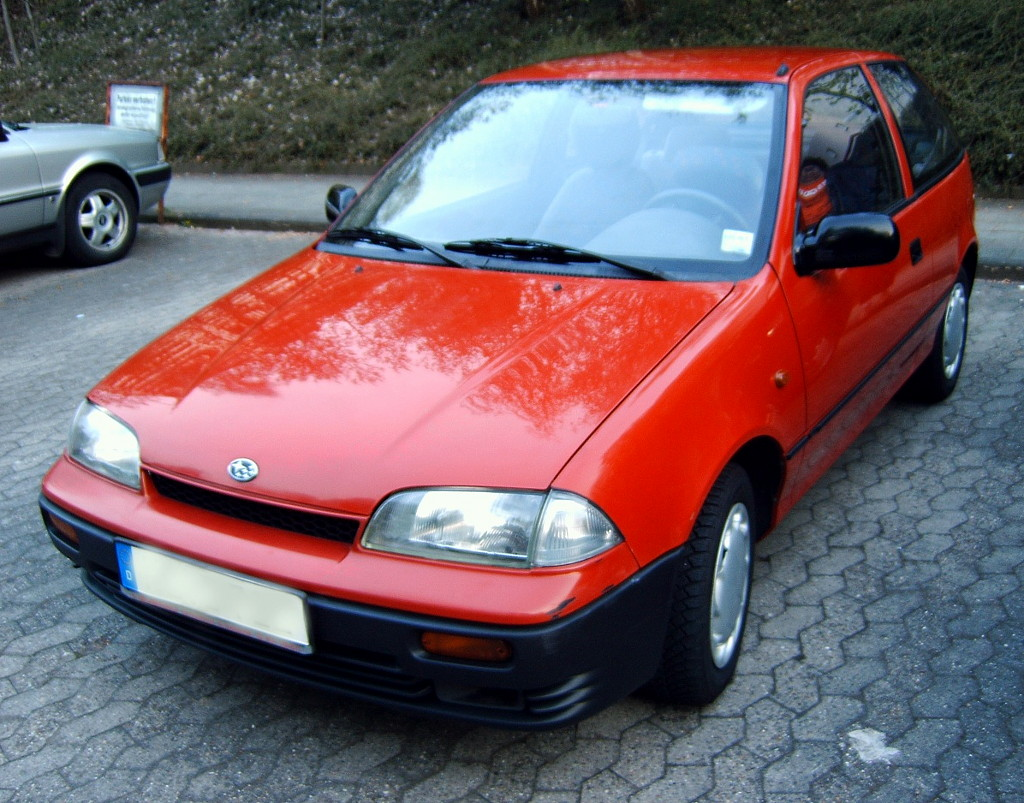
第二代Justy

1994年大改款的第二代Justy在歐洲上市，不過當時富士重工業暫時退出日本的次緊湊型車市場，因此並未在日本發售。1990年代美國通用汽車集團分別擁有富士重工業、鈴木汽車及五十鈴汽車的股權，基於集團資源共享的原則，第二代Justy以第二代鈴木Cultus為基礎而發展，除廠徽銘牌外，前保桿和進氣壩造型略有不同。該款主打歐洲地區的Justy由鈴木的匈牙利工廠馬札爾鈴木公司製造供應，區分成三、五門掀背車兩種車型。值得一提的是，此車款的兄弟車另有龐蒂克Firefly、雪佛蘭Sprint、雪佛蘭Metro、吉優Metro、霍頓Barina、馬魯蒂1000等，分別在世界不同國家銷售。

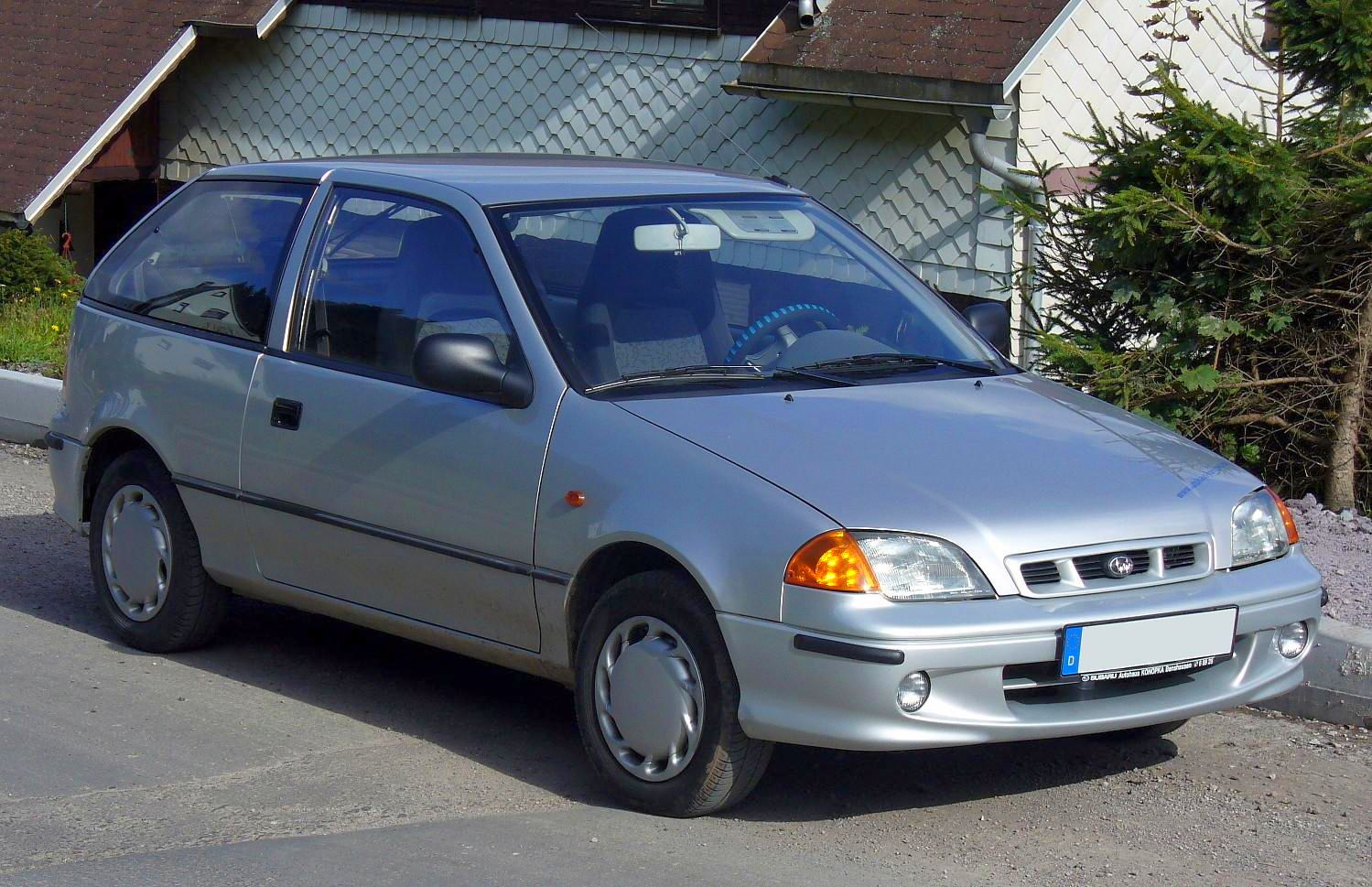
三門掀背車
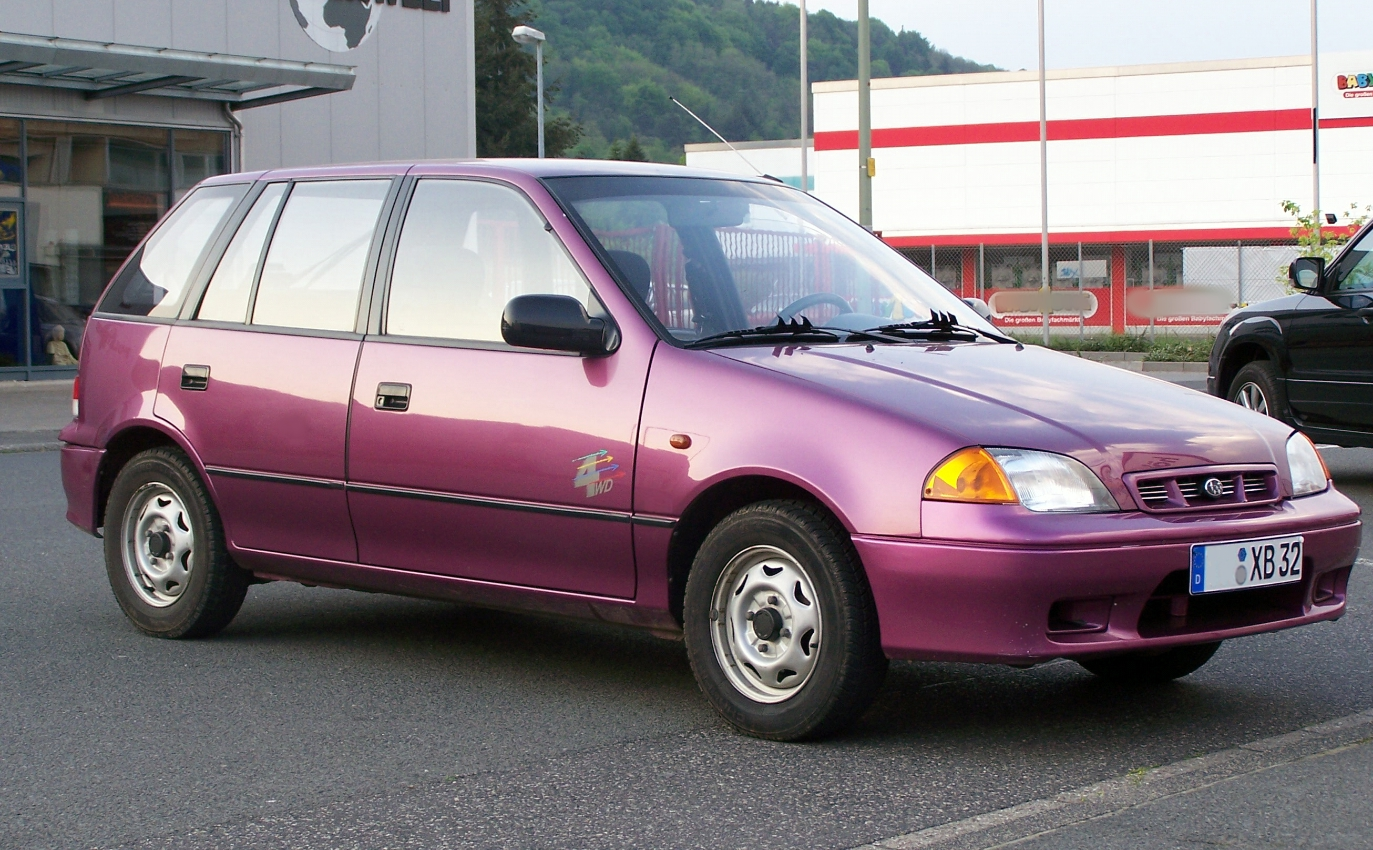
五門掀背車

### 第三代（2003年-2007年）

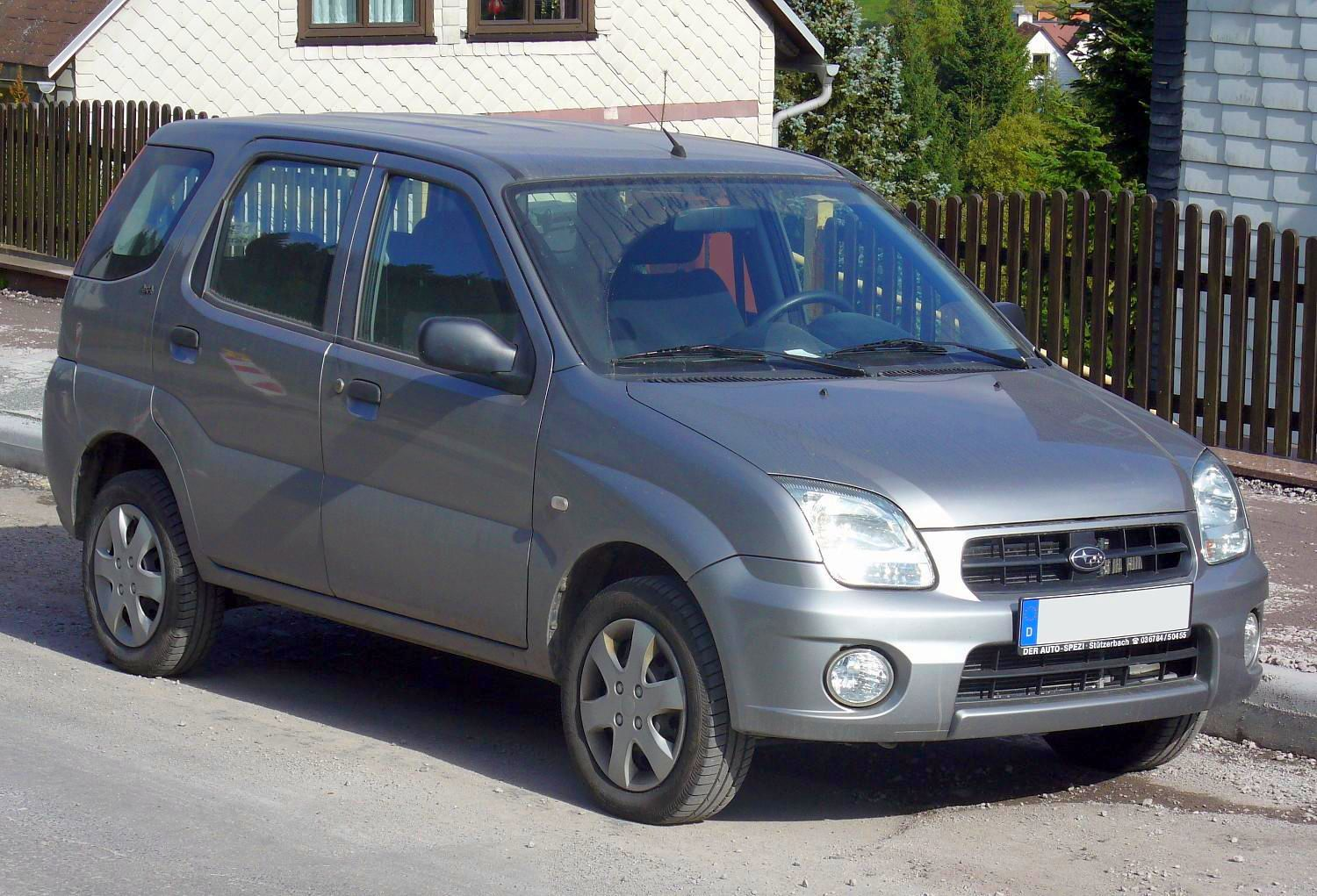
第三代G3X Justy

跟上一代一樣，大改款的第三代Justy其實以同屬通用汽車集團的鈴木Ignis（日本版名為第一代鈴木Swift）為基礎而改造，兄弟車款尚有雪佛蘭Cruze、霍頓Cruze（澳大利亞）等。主要銷售歐洲市場的第三代車款被命名成G3X Justy，車體造型設計和雪佛蘭Cruze相近，由鈴木匈牙利工廠馬札爾鈴木公司製造供應，而且僅有全時4WD的設定。

### 第四代（2007年-2011年）

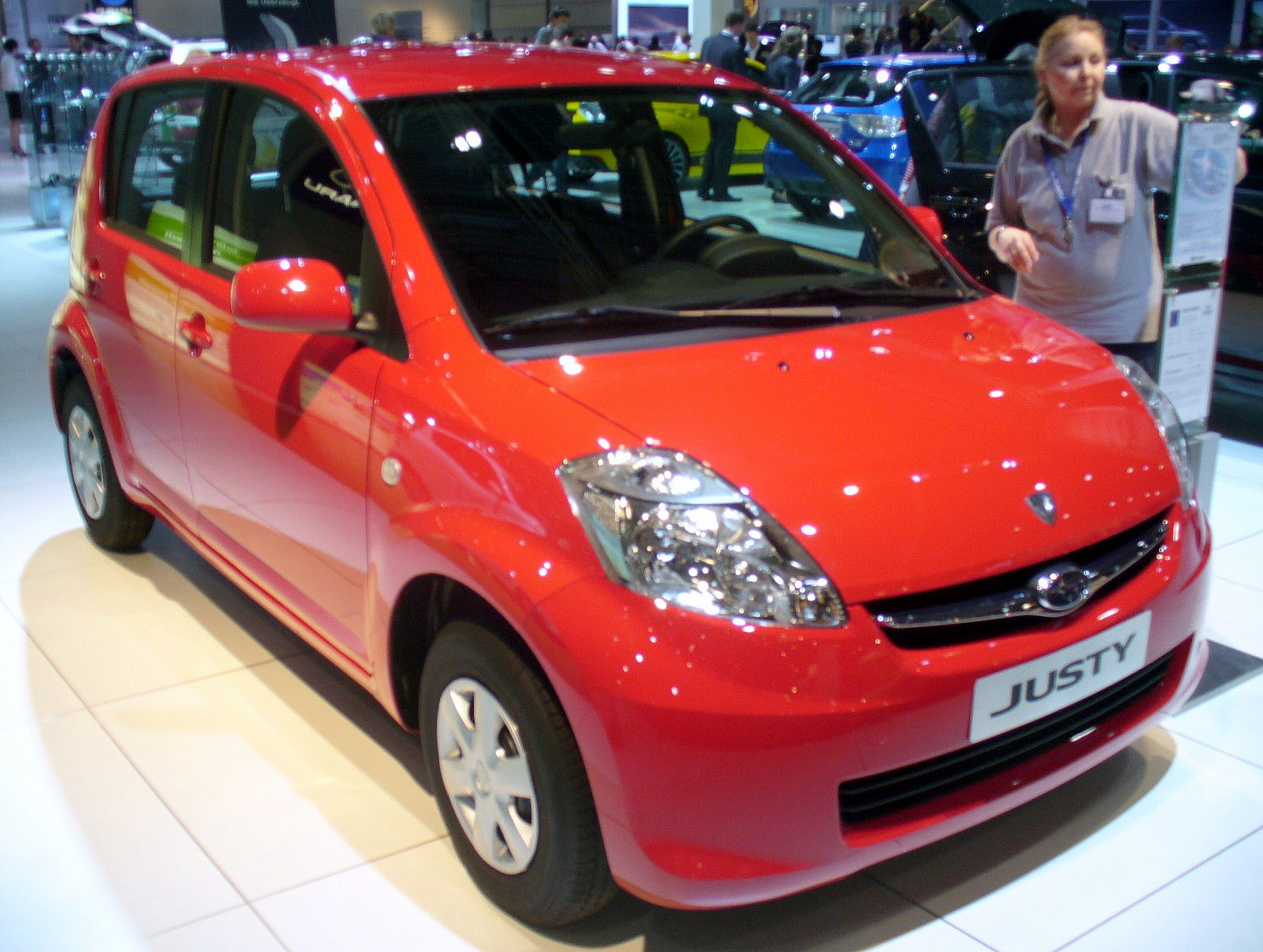
第四代Justy

2007年2月26日於歐洲發表，同年秋季正式上市。此款車（大發原廠代號M300F）實際上是同屬豐田汽車集團的大發工業OEM代工，兄弟車是大發Boon，兩者的差異在於前保桿造型及廠徽銘牌不同而已。動力來源為996c.c.直列三缸DOHC 12汽門1KR-FE型引擎，最大馬力71ps / 6,000rpm，扭力峰值9.6kg·m / 3,600rpm，搭配五速手動排檔變速箱。

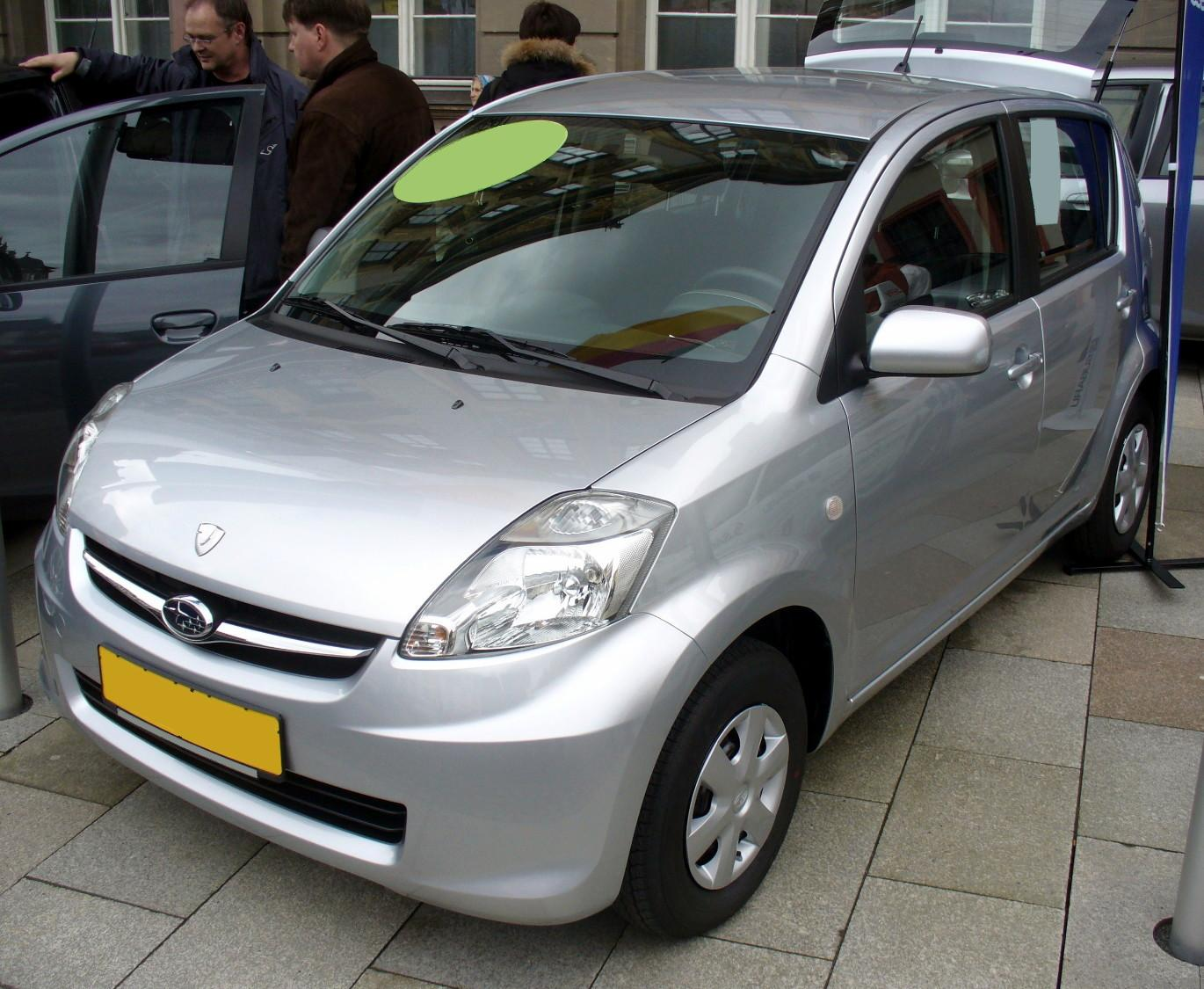
車頭
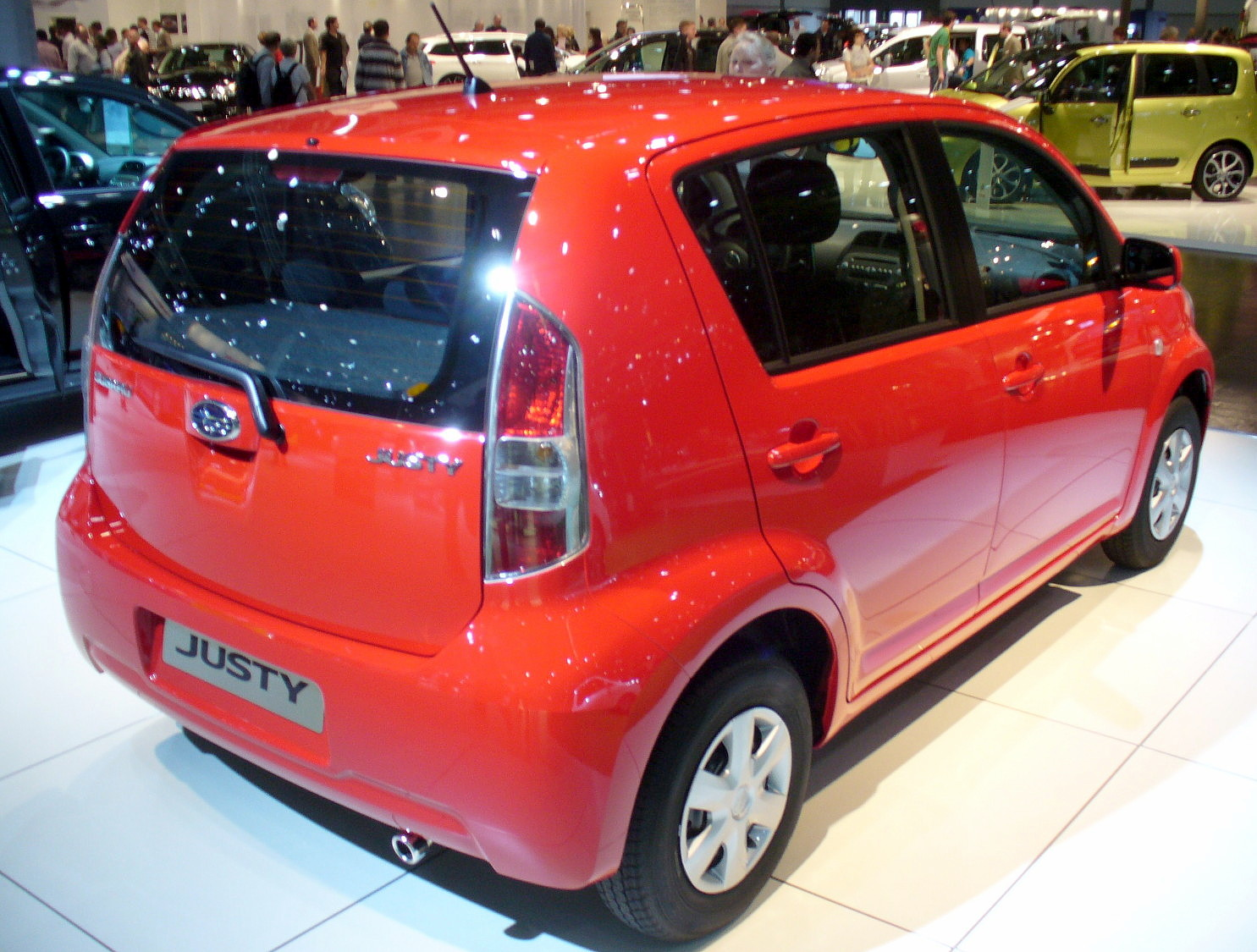
車尾
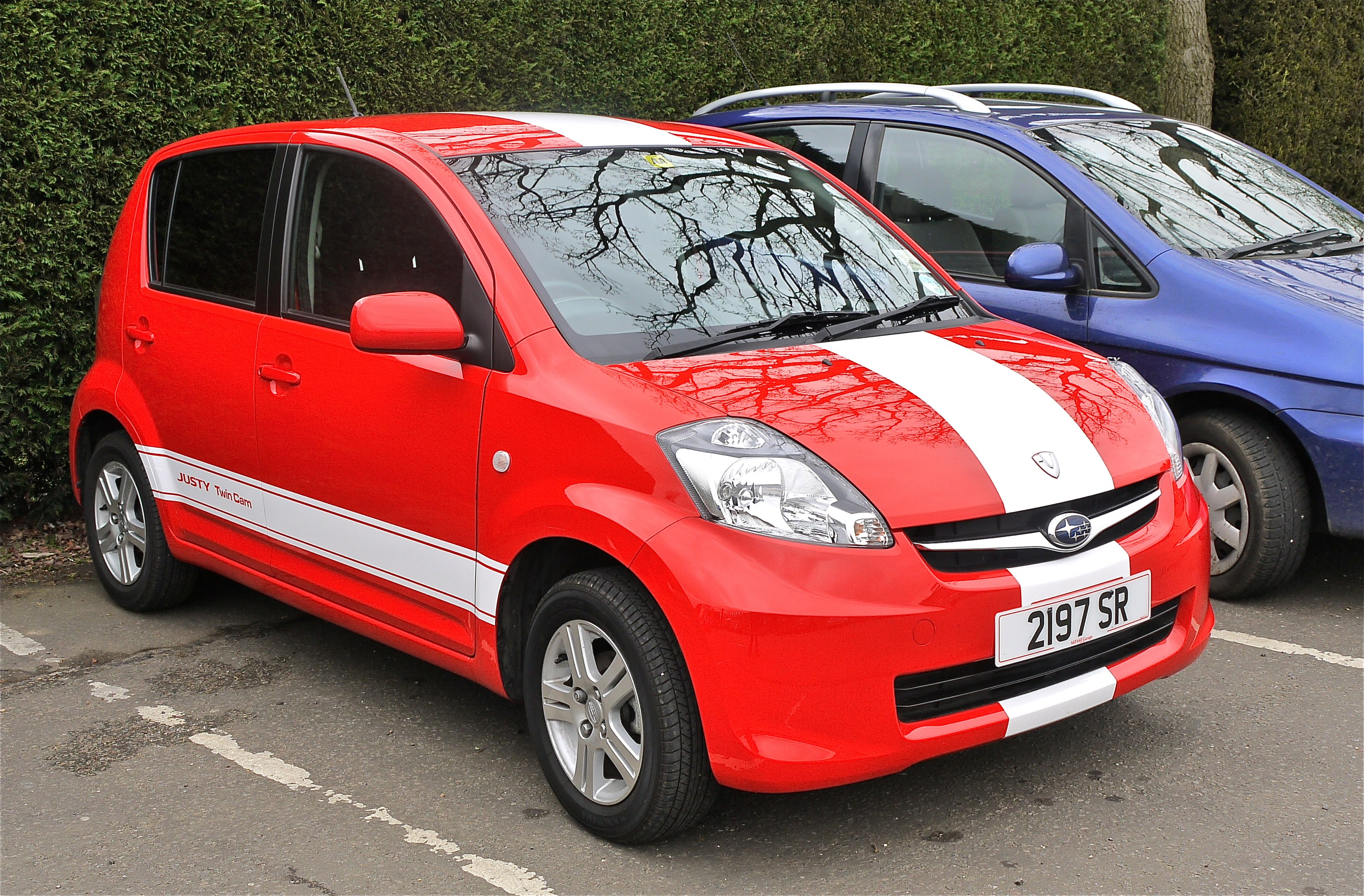

## 外部連結
- （日語）日本官方網站 （页面存档备份，存于）
- （日語）greeco channel: スバル：ジャスティ （页面存档备份，存于）